# Lumberjack Big Band
Die Lumberjack Big Band aus Göppingen wurde im Jahre 1989 vom damaligen Schlagzeuger der Band, Eckhard Stromer, gegründet und wird seit 1992 von Alexander Eissele geleitet. Für die Besetzung kann auf einen Pool von etwa 50 Musikern, überwiegend Amateuren, zurückgegriffen werden, die weitgehend aus dem Kreis Göppingen stammen.

## Geschichte
Die Formation tritt bei etwa 25 Konzerten pro Jahr überwiegend im Raum Göppingen und Stuttgart auf; unter anderem eröffnet sie seit 1996 jährlich das Göppinger Stadtfest auf dem Marktplatz. Es gab u. a. aber auch schon Konzerte in der Unterfahrt in München, im Kurhaus Baden-Baden und im Festspielhaus Baden-Baden zur Eröffnung der Pfingstfestspiele, im Jazzhaus Freiburg, in Zug (Schweiz), Lichtensteig (Schweiz), beim Jazzfestival Idstein und in Lüneburg. 2010 spielte das Orchester zusammen mit Helge Schneider (und Gastdrummer Willy Ketzer) zum Beginn von RUHR.2010 – Kulturhauptstadt Europas in der ZDF-Show „Glück Auf Ruhr 2010!“ den Titel „Es gibt Reis“.
Die Band hat weiterhin mit Gästen wie Anne Czichowsky, Andy Haderer, Axel Prasuhn, Bibi Johns, Bill Ramsey, Bob Mintzer, Gitte Haenning, Greetje Kauffeld, Helen Schneider, Ingrid Peters, Joe Gallardo, John Riley, Johnny Logan, Joy Fleming, Klaus Graf, Max Mutzke, Roman Lob, Melva Houston, Michael Schanze, den New York Voices, Paul Kuhn, Peter Herbolzheimer, Randy Brecker, Roberto Blanco, Sophie van der Stap, Tom Gaebel, Wencke Myhre, Asita Djavadi und Alexander Klaws zusammengearbeitet.

## Auszeichnungen
Die Band war mehrfach (1996, 1999, 2002 und 2005) Sieger beim Landeswettbewerb Jugend jazzt. 2002 erhielt sie den Sonderpreis des Wettbewerbes der Jeunesses Musicales unter dem Motto Kinderkonzert. 2004 wurde ihr für ihre „hervorragende Leistung“ beim 6. Deutschen Orchesterwettbewerb in Osnabrück ein zweiter Platz zuerkannt. 2006 wurde die Band beim SKODA-Jazzwettbewerb in Bühl ausgezeichnet (1. Preis „mit hervorragendem Erfolg teilgenommen“).

## Diskographie
- 2017: Plays the Music ‚Under the Mirrorball‘
- 2009: das gelbe vom Ei mit Madeline Bell, (voc), Ack van Rooyen (flgh), Jiggs Whigham (pos), Steffen Weber (ts), Matthias Bender (akk) und Pheel (beatboxer)
- 2008: Jump Lumberjack BigBand feat. Kevin Tarte
- 2006: To Rudy Lumberjack Bigband, mit Asita Djavadi, Annette Frank, George Major und Reinette van Zijtveld-Lustig
- 2006: Lumberjack Big Band, live beim 10. Dixieland Jubilee 2006 in Kornwestheim mit Annette Frank (voc), Asita Djavadi (voc), Reinette van Zijtfeld-Lustig (voc)
- 2002: Lumberjack Bigband & Anette Frank, live beim 6. Dixieland Jubilee 2002 in Kornwestheim
- 2001: Lumberjack Big Band Live mit Bobby Shew (tr) und Annette Frank (voc)
- 1998: Lumberjack Big Band mit Reinette van Zijtfeld-Lustig (voc)
- 1994: Lumberjack Big Band